# باغ هرندی
در حدود سال ۱۲۹۰ قمری، محمدرضا خان عدل‌السلطان که یکی از صاحب منصبان نظامی کرمان بود، اقدام به احداث باغی تفریحی خارج از حصار شهر کرمان کرد. مساحت این باغ ۲۵ هزار متر مربع می‌باشد . عدل السلطان از نوادگان وکیل الملک حاکم کرمان و فرزند مرتضی قلی خان وکیل الملک دوم (ثانی) و برادر میرزا حسین خان عدل‌السلطنه بود. عدل‌السلطنه بعداً لقب "سردار نصرت" را گرفت.
این باغ در سال ۱۳۱۳ شمسی به مبلغ ۴۰ هزار تومان به ابوالقاسم هرندی که یکی از تجار مطرح کرمان بود فروخته شد. این مجموعه به دلیل توقف چند روزهٔ رضاشاه در مسیر سفر تبعیدش مورد توجه قرار گرفت و در سال ۱۳۵۴ توسط مالک باغ به وزارت فرهنگ و هنر اهدا شد.
باغ هرندی مدتی نیز به عنوان ساختمان سازمان میراث فرهنگی، صنایع دستی و گردش‌گری کرمان مورد استفاده قرار گرفت و در حال حاضر طبقهٔ همکف ساختمان موجود در آن به‌عنوان موزهٔ سازهای سنتی و طبقهٔ اول آن به‌عنوان موزهٔ باستان‌شناسی مورد بازدید علاقه‌مندان قرار می‌گیرد. این اثر در تاریخ ۱۸ آذر ۱۳۵۴ با شمارهٔ ثبت ۱۱۷۰ به‌عنوان یکی از آثار ملی ایران به ثبت رسیده‌است.

## معماری
نقشه ساختمان مرکزی باغ (ساختمان فعلی موزه) را پسر عدل‌السلطان، دکتر مرتضی قلی اسفندیاری که بین سال‌های ۱۲۸۵ تا ۱۳۰۵ در فرانسه مشغول به تحصیل بود تهیه و برای پدرش فرستاده است. در واقع این بنا براساس نقشهای فرنگی و ساختاری تلفیقی با ویژگیهای معماری ایرانی بنا گردیده است و ساختمانهای جنبی به آن اضافه شد (ساختمان خدمه، حمام، اصطبل و گاوگرد). مجموعه باغ هرندی که در زمان احداث در خارج از حصار شهر کرمان قرار داشت، تمامی ویژگیهای یک باغ عمارت ایرانی را دارا بوده‌است. اصول باغسازی این مجموعه براساس طرحهای هندسی مربع و مستطیل و بهصورت نوارهای متصل شکل گرفته که معمولاً در هنر باغسازی ایرانی، این شیوه مرسوم بوده‌است. ساختمان مرکزی این باغ در دو طبقه و در قسمت شمالی باغ و در کنار آبنماهای مختلف بنا شده و مساحت تقریبی زیربنای آن حدود 2000 مترمربع است و دارای اتاقهایی از جمله بهارخواب و در طبقه زیرین ساختمان یک سالن جهت استراحت وجود داشته‌است (معروف به تنبلخانه). در طبقه بالا هم تعداد زیادی تخت جهت پذیرایی از مهمان‌ها موجود بوده‌است. در این طبقه دو ایوان سرپوشیده نیز وجود دارد.
از جمله قسمتهای باغ می‌توان ساختمان اندرونی، بیرونی، بهارخواب، حمام آشپزخانه و اتاق‌های مستخدمین، گاو گرد (گاوچاه) حوض و آب‌نما، اصطبل و درختان میوه را نام برد که بر اثر مرور زمان دستخوش تغییرات زیادی شده که می‌توان به تخریب اصطبل و انبارها، تبدیل آشپزخانه به ساختمان اداری اشاره کرد. آب‌رسانی درختان این باغ از چاه و گاوگرد باغ تأمین می‌شد است.
گاوگرد که در قسمت جنوبی و انتهای باغ و نزدیک استخر قرار دارد دارای محور اصلی چوبی بوده که آب حاصل از این چاه پس از جمع آوری در استخر، جهت آبیاری باغ مورد استفاده قرار می گرفته‌است. در کنار گاوگرد در انتهای باغ تعدادی اتاق وجود داشته که محل خدم و حشم بوده‌است.

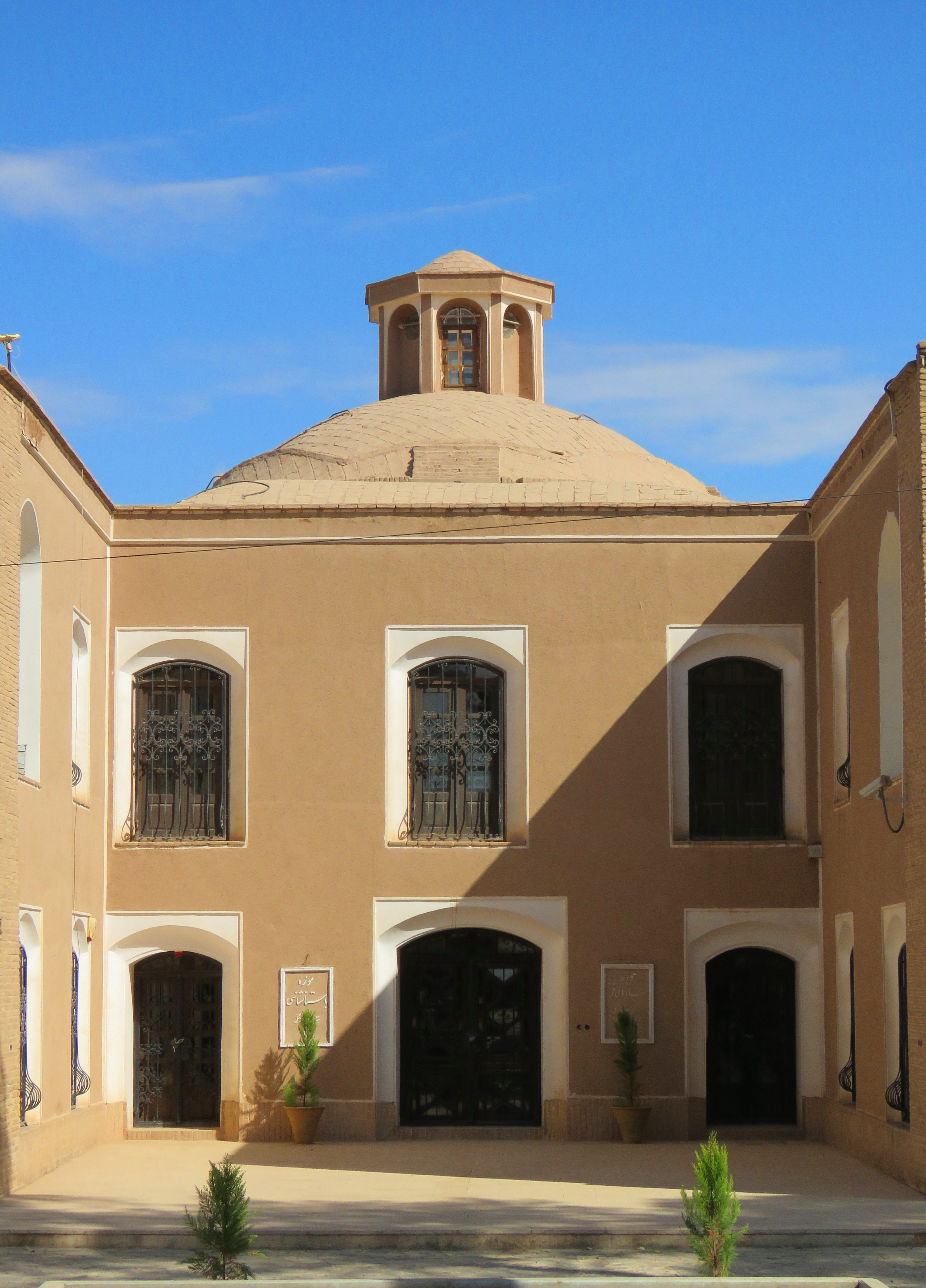
ساختمان مرکزی باغ

## کاربری‌های باغ در گذشته
در زمان عدل السلطان از باغ به صورت تفریحی استفاده می شده و در زمان ابوالقاسم هرندی باغ محل سکونت دائمی بوده‌است. این بنا در دوران حیات یکصد ساله خود، به خصوص در زمان زندگی زنده یاد ابوالقاسم هرندی اغلب به عنوان محل پذیرایی از برخی رجال سیاسی و نظامی و دیگر شخصیتهای مملکتی که برای انجام مأموریتی به کرمان مسافرت می کردند، مورد استفاده قرار می گرفته‌است.

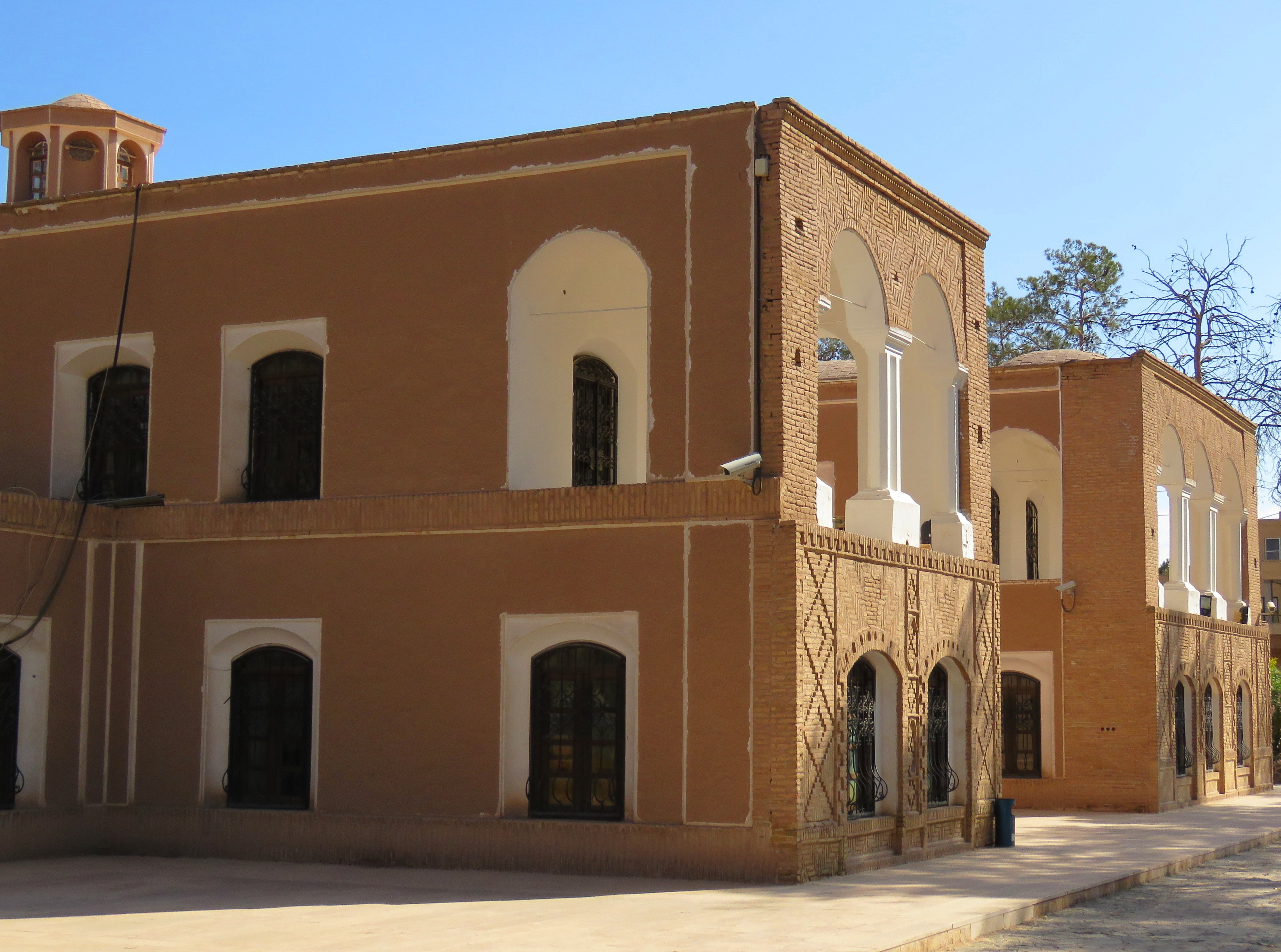
ساختمان مرکزی باغ

## موزه سازهای سنتی

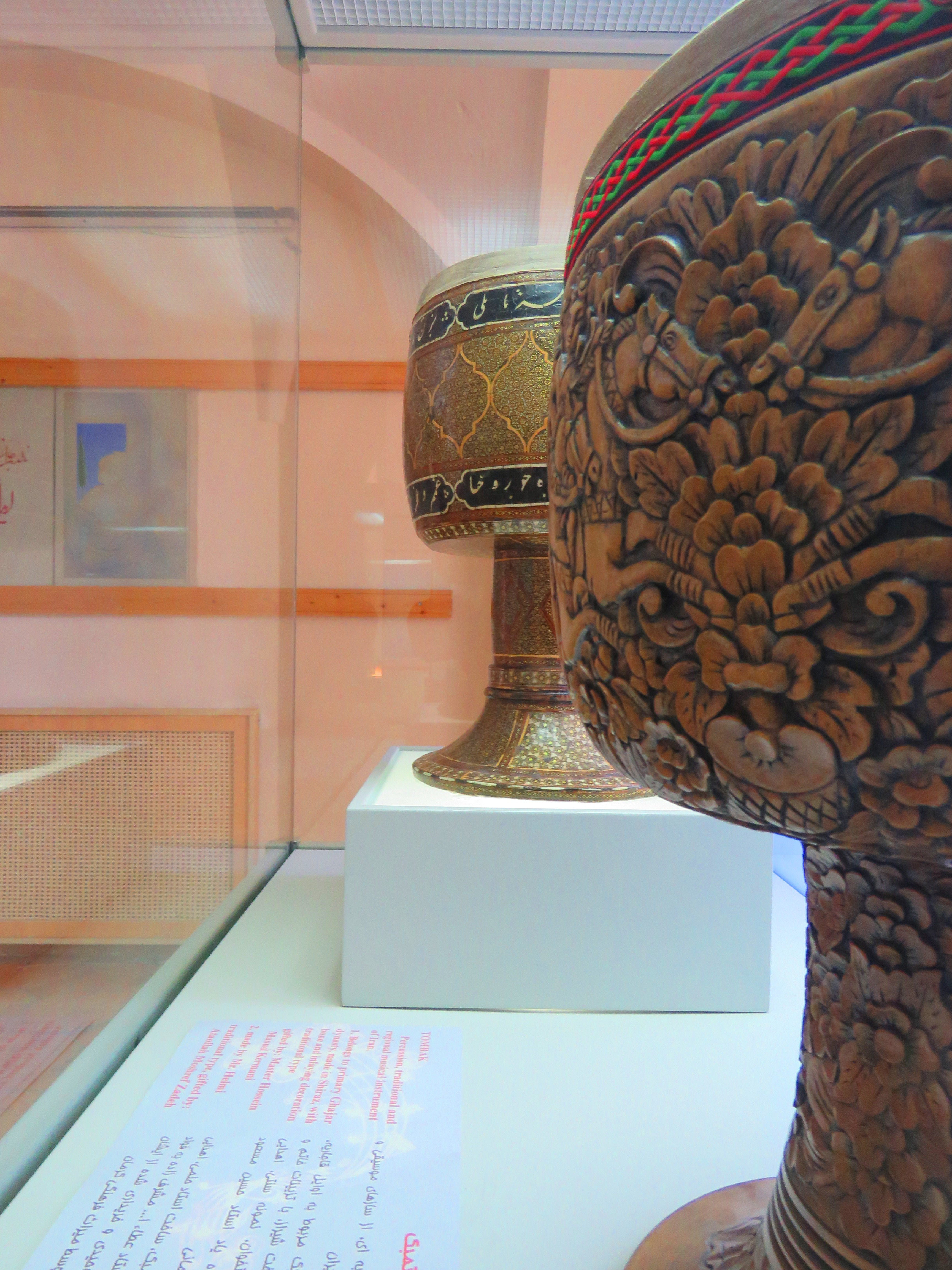
سازهای موجود در موزه ساز

## نگارخانه

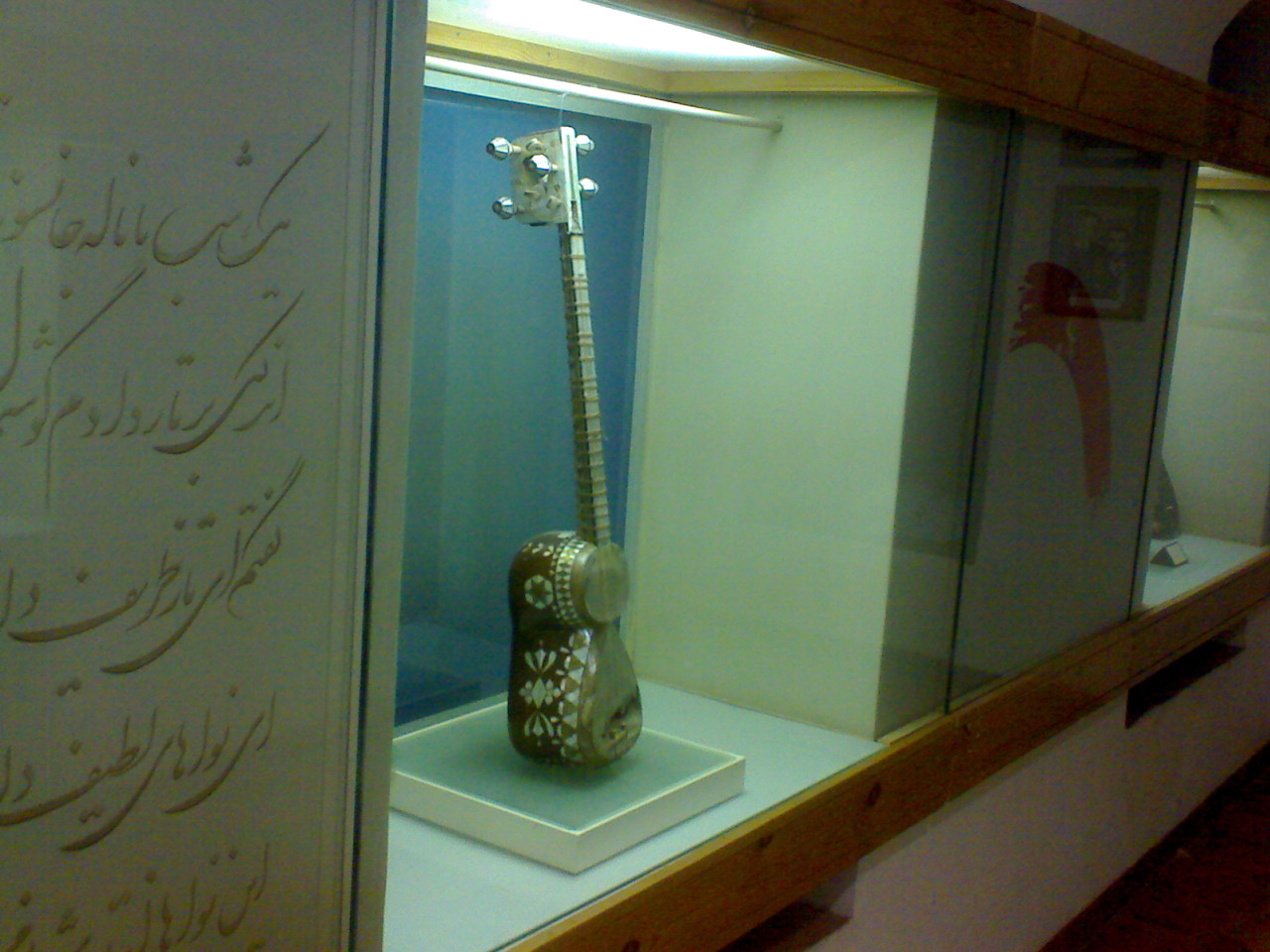
موزه ساز سنتی
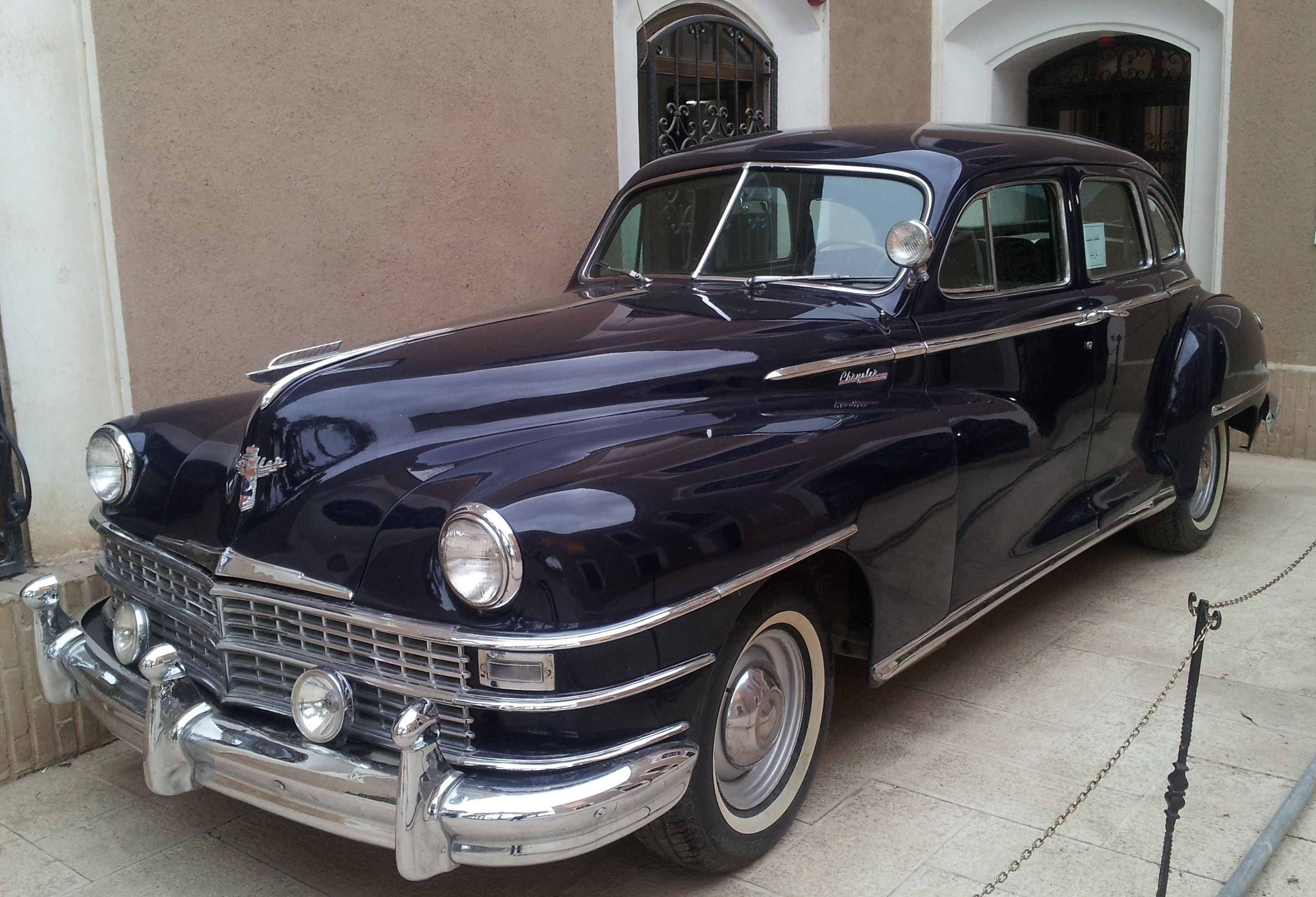
اتومبیل آقای هرندی
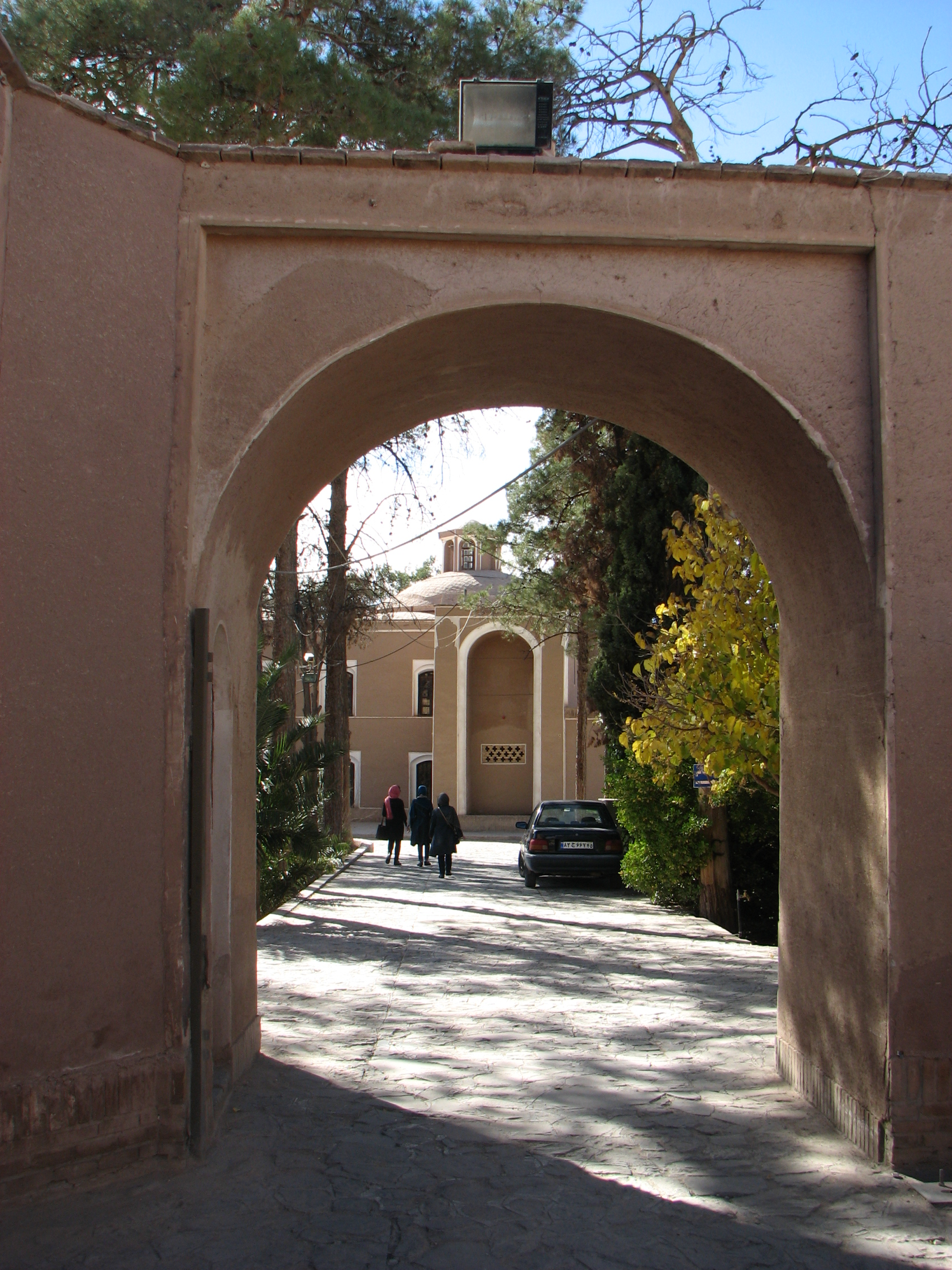
ورودی باغ
ابوالقاسم هرندی
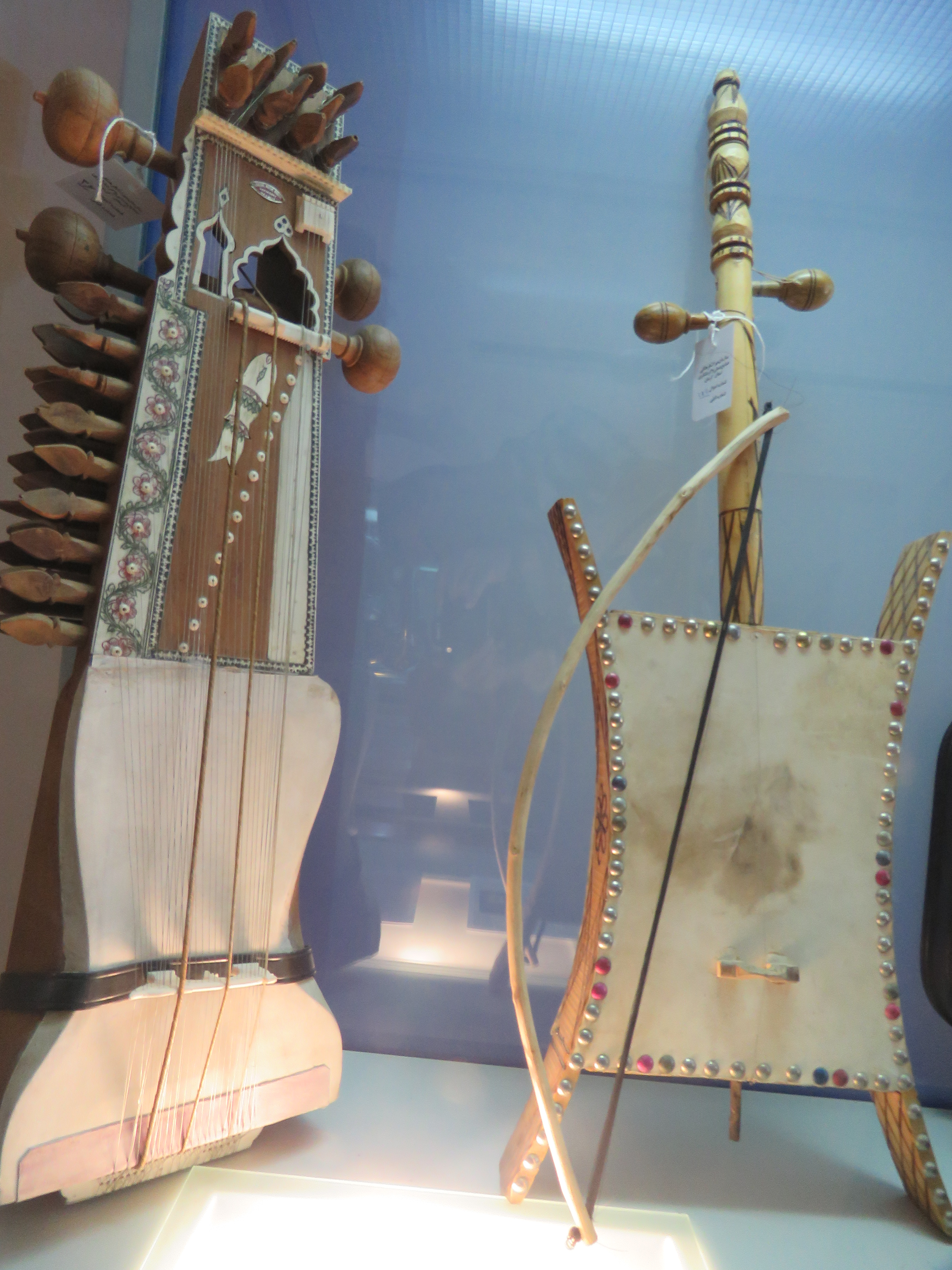
سازهای موجود در موزه ساز
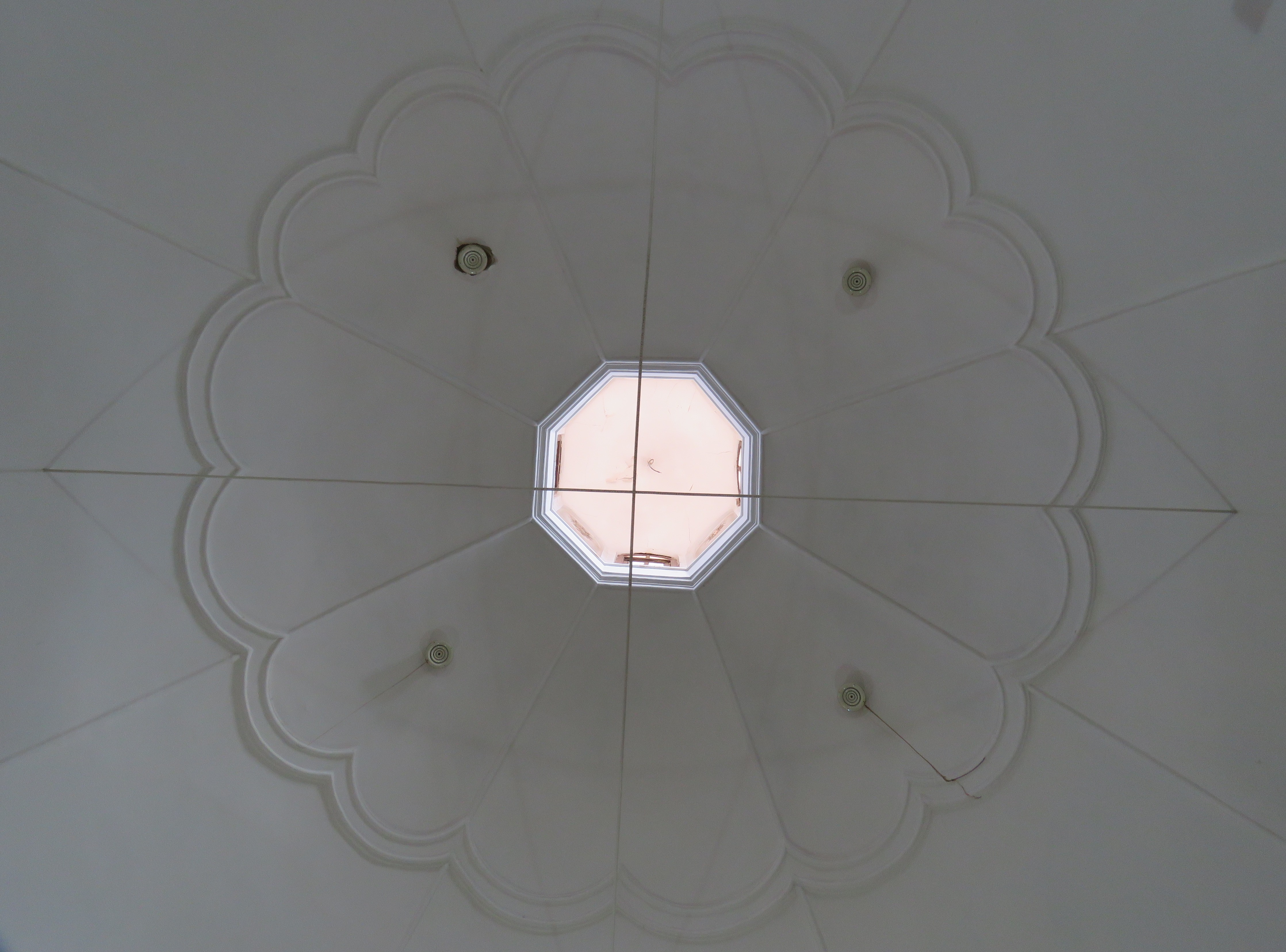
گنبد عمارت مرکزی
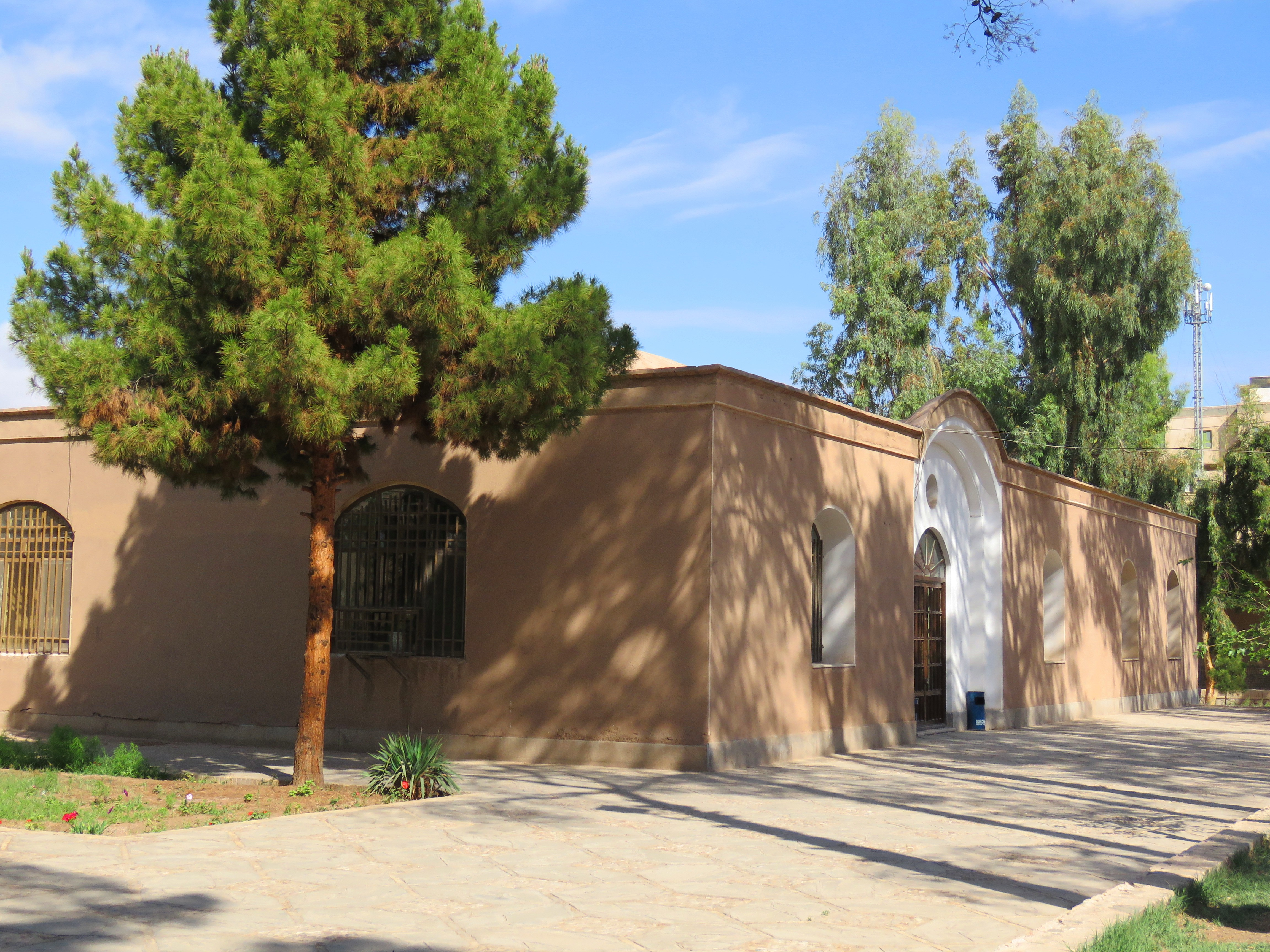
عمارت جانبی باغ
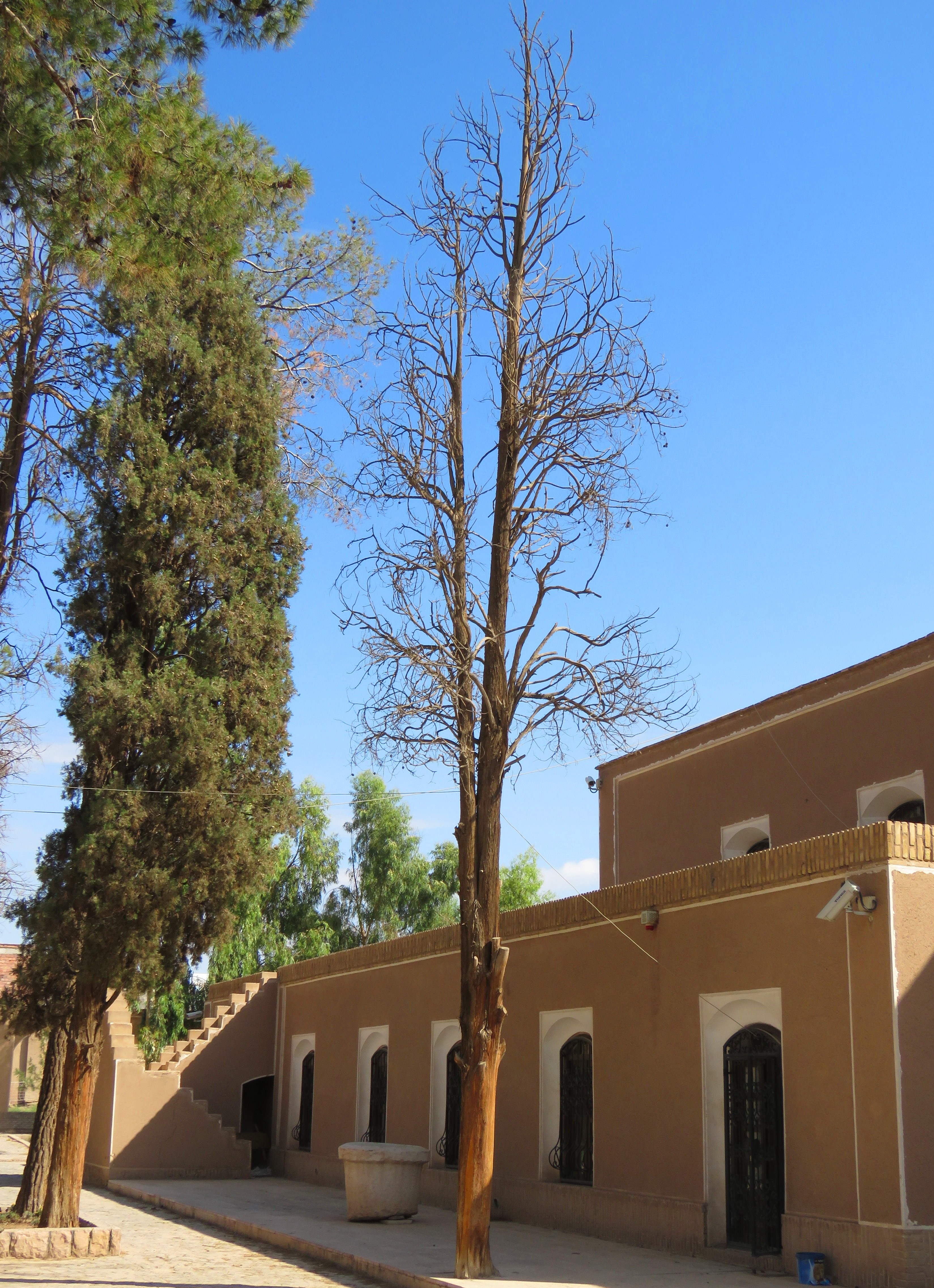
عمارت مرکزی باغ
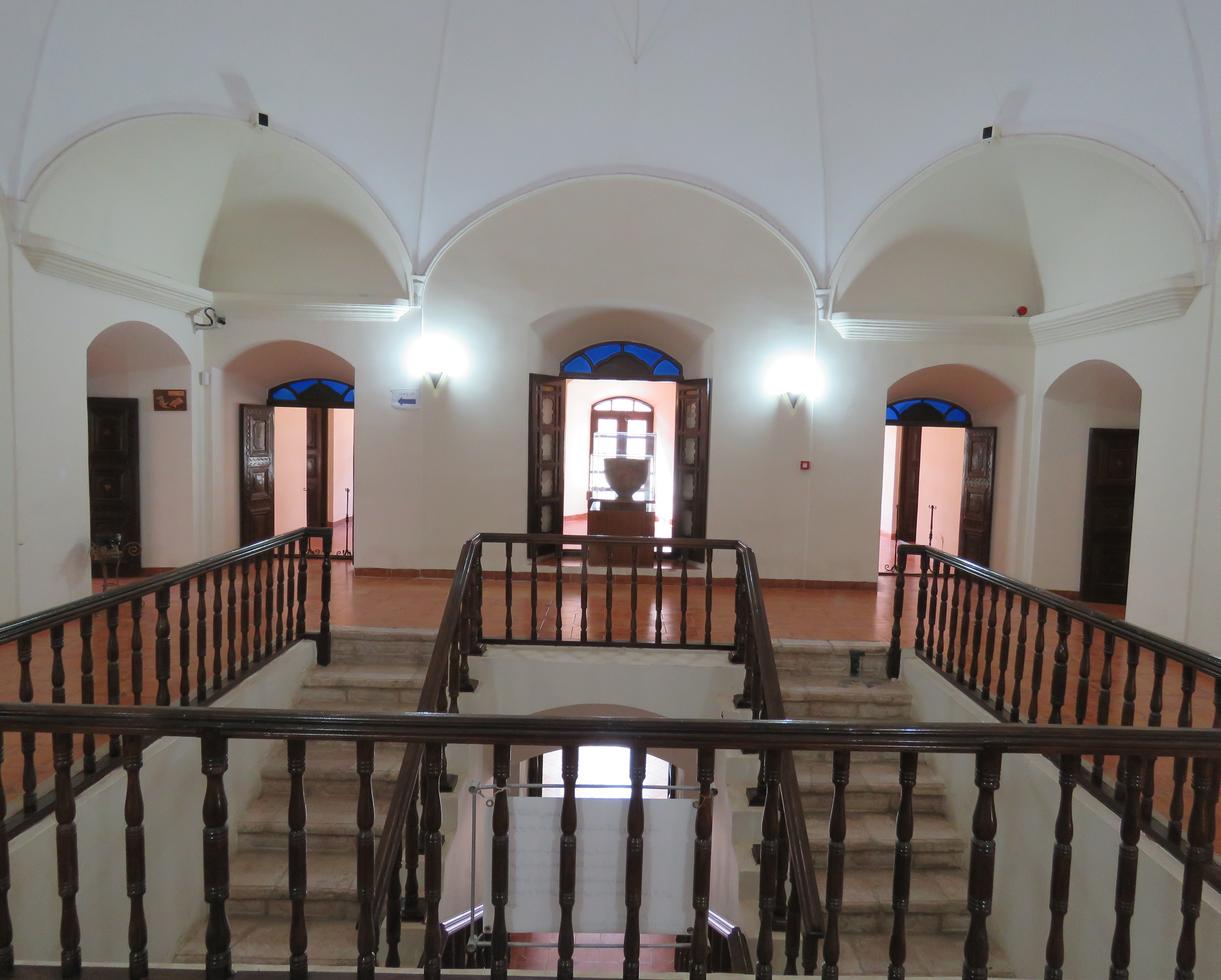
داخل عمارت مرکزی
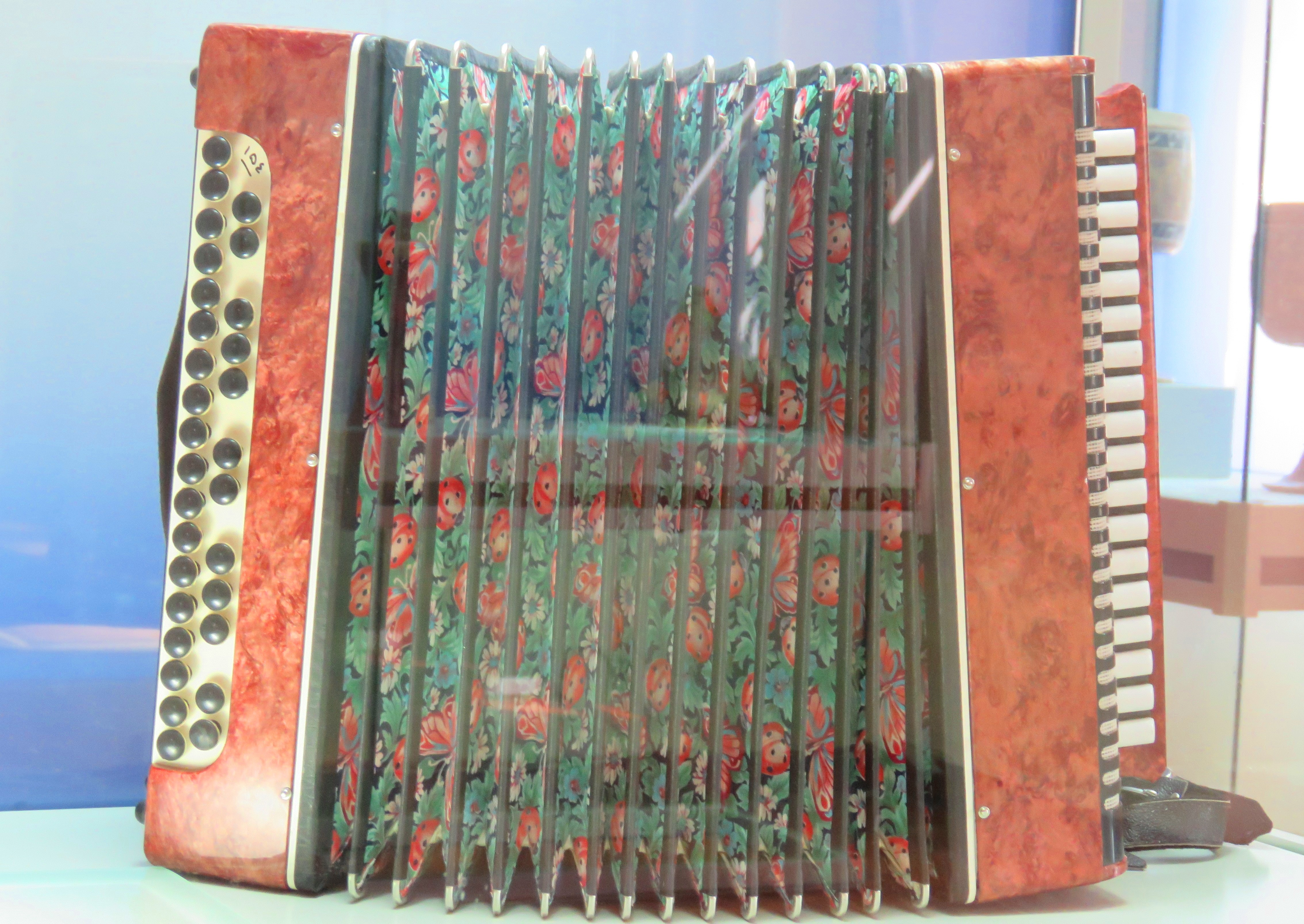
سازهای موجود در موزه ساز
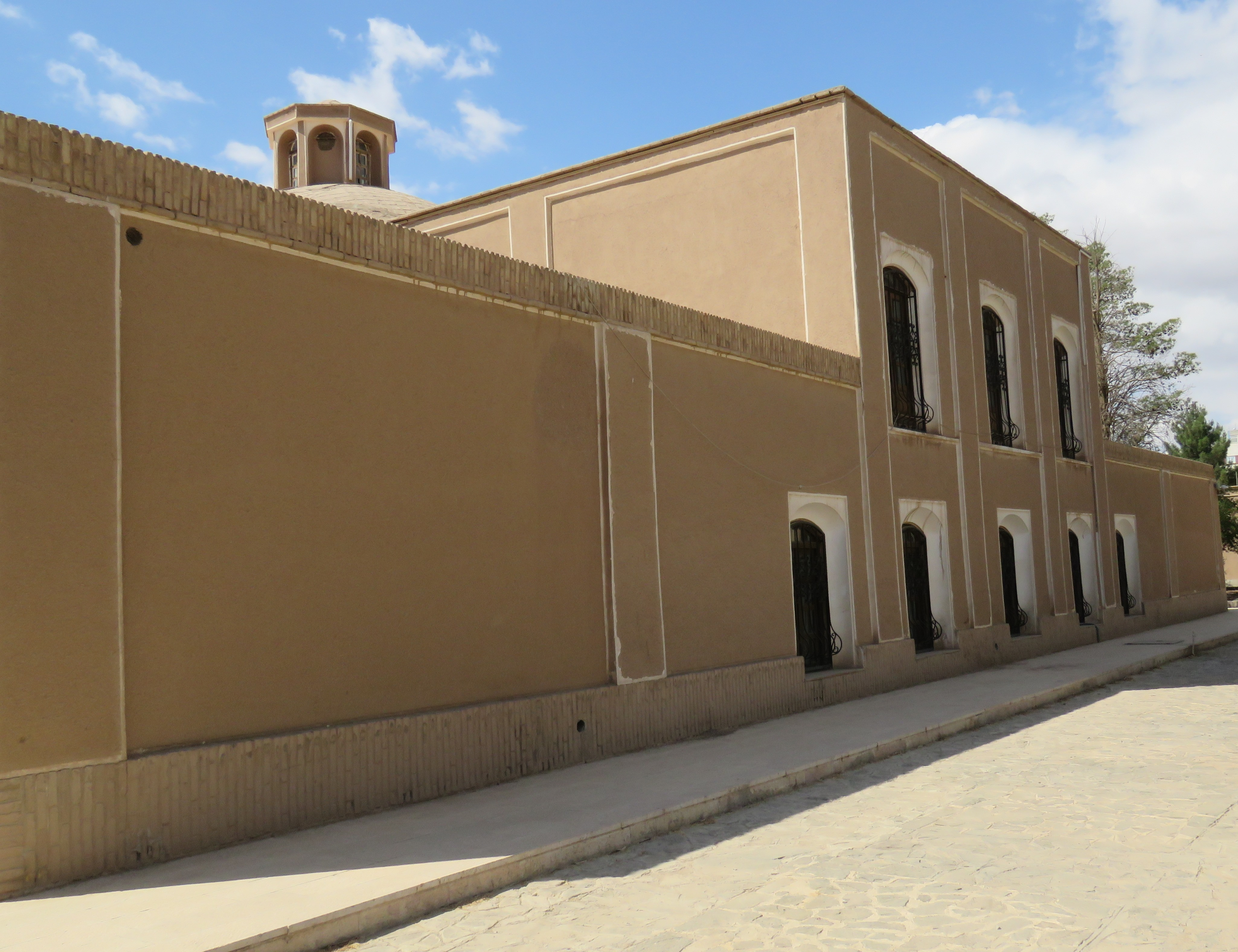
عمارت مرکزی باغ